# Jugendlocke

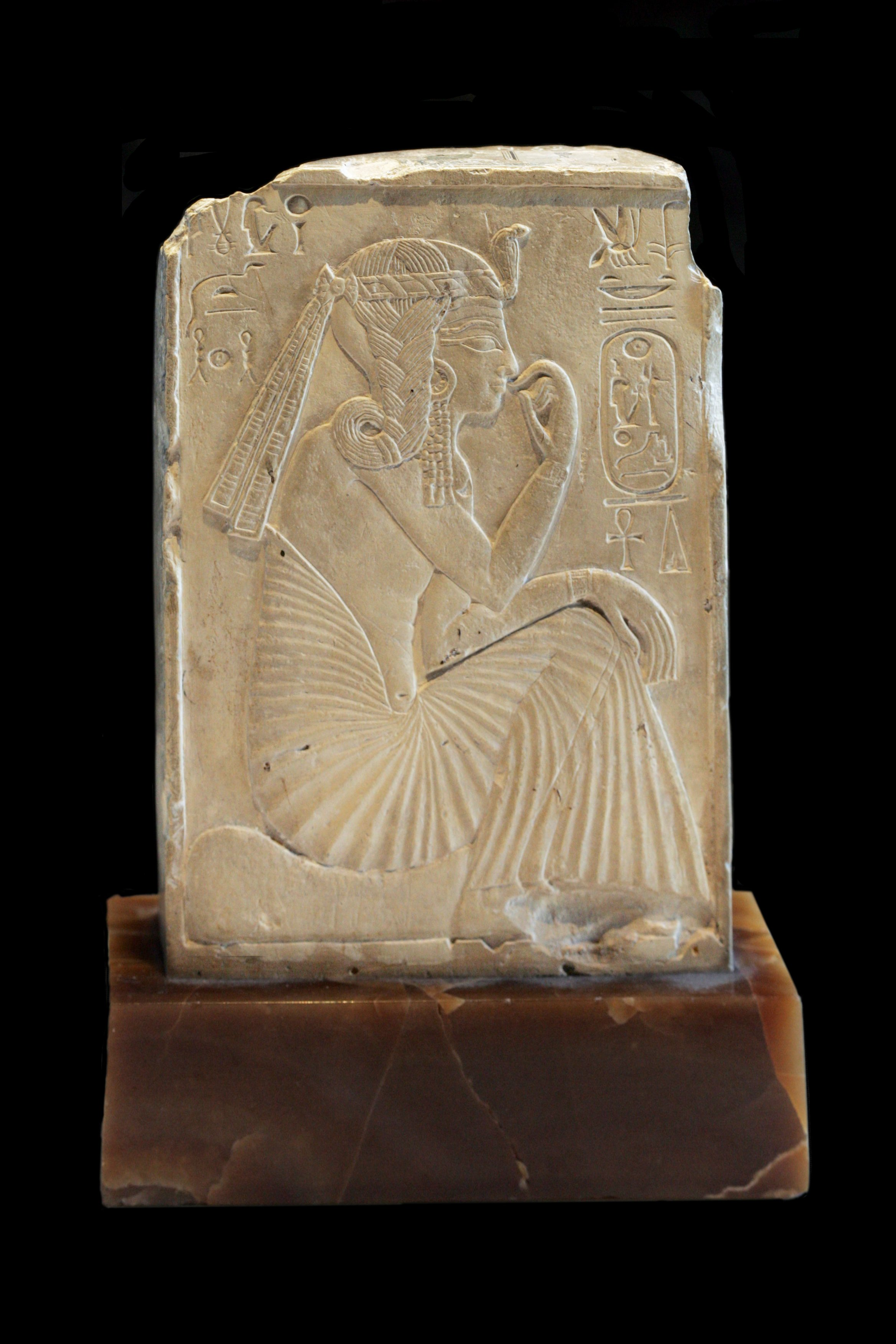
Die Jugendlocke bei Ramses II.

Die Jugendlocke (auch Horuslocke, Prinzenlocke, Prinzessinnenlocke, Seitenzopf) ist im Alten Ägypten das ikonografische Erkennungsmerkmal des Kindes. Träger sind sowohl Menschen- als auch Götterkinder. Der Seitenzopf ist mindestens seit dem Alten Reich als göttliches Abstammungsattribut belegt. Als Insigne kennzeichnet es die tragende Person als rechtmäßigen Erben des Osiris.
In frühen Abbildungen ist die Horuslocke beispielsweise im Totenkult an kappenartigen Kurzhaarfrisuren zu sehen. Die übliche Anbringung erfolgt später an einer knapp schulterlangen Rundperücke, die wiederum in den drei Ausführungen der Löckchen-, Glatt- und Strähnenperücke getragen wurde. Basierend auf Zugehörigkeit des Seitenzopfes zum Kind prägte die Ägyptologie den Begriff „Jugendlocke“.

## Hintergrund

### Formen der Jugendlocke
Bei der „Jugendlocke“ handelt es sich zumeist um einen geflochtenen Zopf, dessen Ende zu einer Spirale gedreht ist. In den Darstellungen des Mittleren Reiches ist das Ende des Zopfes nach vorn eingerollt.
Die Jugendlocke wurde in der Regel rechts getragen. In Reliefdarstellungen ist sie links oder rechts abgebildet, da die Jugendlocke bei einer Rechtswendung der Figur nicht zu sehen wäre. Am seitlichen Oberkopf wird eine Haarsträhne abgeteilt, die wiederum unterteilt in drei Einzelsträhnen geflochten wird. Der geflochtene Teil ist durch eine Spange vom oberen Ansatz getrennt.
Daneben gibt es noch Varianten wie beispielsweise der dreifach geflochtene Seitenzopf, dessen drei Enden in einer Spirale zusammenlaufen. Nur in seltenen Fällen handelt es sich um eine Haarlocke, die als ungegliederte Haarsträhne am Ansatz mit einer Spange zusammengefasst ist und ebenfalls in einer Spirale endet.
Hinsichtlich der göttlichen Jugendlocke sind weitere Spielarten bekannt. Der Horuslocke ist dabei als Seitenzopf aus drei Perlensträngen geflochten, die am unteren Ende krallenartig erscheinen und mythologisch mit der Göttin Mafdet in Verbindung stehen.

Kinderstatue mit Jugendlocke, 1480-1390 v. Chr., Museo Egizio, Turin
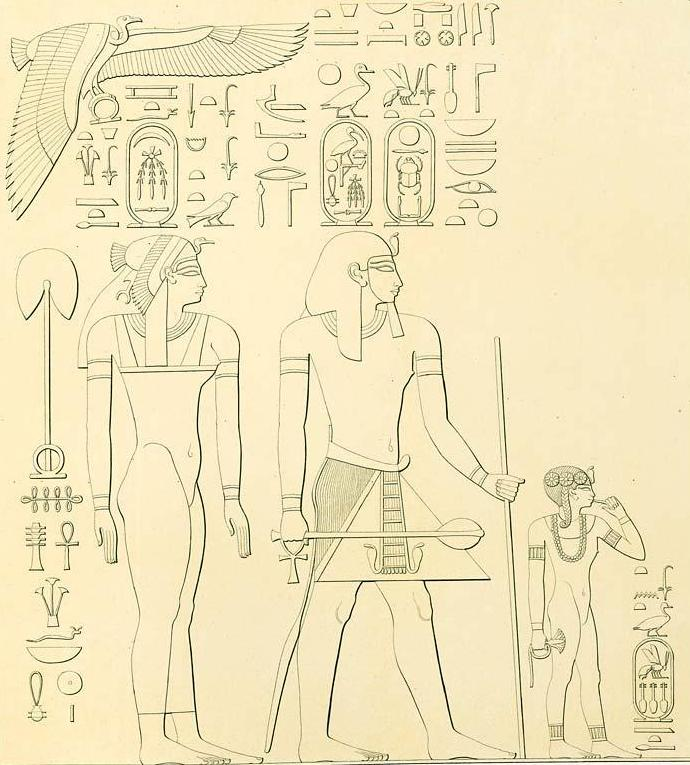
Neferu-biti (Schwester der Hatschepsut) als Kind mit Jugendlocke

### Mythologische Bedeutung
Die Jugendlocke diente den Nachkommen des Königs nicht nur als Kennzeichnung des Kindes, sondern stellte auch die Verbindung zum jungen Horus dar. Als Sohn des Osiris war Horus als Thronanwärter ebenfalls Träger des Seitenzopfes.
Entsprechend trugen die Kinder des Königs als designierte Thronfolger aufgrund des mythischen Vorbildes die Horuslocke, die auf die damit verbundenen speziellen Aufgaben verwies. Ikonografisch wurden die Kinder nackt und am Finger lutschend dargestellt. Am kahlgeschorenen Kopf verblieb nur die Jugendlocke.
Im Zusammenhang mit der Wiederverwendung des Bildprogramms aus dem Mittleren Reich griffen Amenophis I. und Thutmosis III. auf die Form des Mittleren Reiches zurück. In der Spätzeit rückte die Darstellung des Seitenzopfes erneut in den Mittelpunkt.
Mit Beginn des Neuen Reiches diente die Jugendlocke als besonderes Merkmal der Prinzen und Prinzessinnen der 18. Dynastie. Auffällig war die Verwendung der Jugendlocke bei den Prinzessinnen, die als Kinder des herrschenden Königs mögliche Thronfolgerinnen waren und daher ebenfalls mit der Horuslocke ausgestattet wurden.